# Ranger 6
Ranger 6 var en obemannad rymdsond från NASA, med uppdrag att fotografera månens yta. Den sköts upp från Cape Canaveral, med en Atlas LV-3 Agena-B, den 30 januari 1964. 65,5 timmar efter uppskjutningen kraschade rymdsonden planenligt på månen. På grund av tekniska problem skickade rymdsonden aldrig några bilder eller filmer av månens yta.

### Fotnoter
1. ↑  ”NASA Space Science Data Coordinated Archive” (på engelska). NASA. https://nssdc.gsfc.nasa.gov/nmc/spacecraft/display.action?id=1964-007A. Läst 24 mars 2020.